# Nowa Makiwka
Nowa Makiwka (ukr. Нова Маківка) – wieś na Ukrainie, w obwodzie kijowskim, w rejonie białocerkiewskim, w hromadzie Rokytne. W 2001 liczyła 442 mieszkańców.